# 亚历山大·维尔库尔
亚历山大·尤里耶维奇·维尔库尔（羅馬化：Oleksandr Yuriiovych Vilkul；1974年5月24日—），烏克蘭政治家，前副總理。
他出生在克里維里赫，是政治家尤里·维尔库尔的兒子。1996年畢業於克里維里赫技術大學露天開採專業，後進入採礦業工作。2003年加入加入親俄派政黨地區黨，2006年當選第五屆最高拉达議員，2007年連任為第六屆議員。2010年3月18日，被總統維克托·亞努科維奇任命為聶伯彼得羅夫斯克州州長，任內大力發展開展重大基礎設施建設。2012年12月24日，被任命為烏克蘭副總理，分管負責區域發展、基礎設施、運輸、建築、住房和社區服務、旅遊、電子政務、國家緊急服務。2014年2月27日阿爾謝尼·亞采紐克就任總理後，他未在新內閣中獲得任何職務。同年加入反對派集團，並當選為第八屆最高拉达議員。
维尔库尔與烏克蘭寡頭里納特·阿赫梅托夫關係密切。他在烏克蘭南部頗有聲望，在聶伯彼得羅夫斯克州州長任內，曾於2010年被評為烏克蘭最佳州長。不過他施政手段強硬，且持鮮明的親俄態度，在烏克蘭親歐盟示威期間動用「蒂圖什基」對付親歐盟示威者，聶伯彼得羅夫斯克州的商人鲍里斯·费拉托夫、根纳季·科尔班聲稱受到他的迫害而被迫流亡國外。
2018年12月17日，维尔库尔被反對派集團提名為總統候選人，但不久後，反對派集團被烏克蘭法院下令解散。之後，他於2019年1月20日又被反對派集團－和平與發展黨提名為候選人，但在首輪投票中就以4.15%的得票率遭到淘汰。隨後的議會選舉中亦落敗。他在2020年第聂伯罗市长选举中也在第一輪投票即出局。
2022年俄羅斯入侵烏克蘭時，他於2月27日被任命為克里維里赫的軍事管理局局長兼代理市長。3月20日，叛逃俄羅斯的前議員奥列格·察廖夫聲稱俄軍已經靠近克里維里赫，建議他投降，遭他拒絕。隨後他在Facebook上爆粗口回應察廖夫：「去你的吧叛徒，跟你的主子一起！”